# Heterocallia hongshanica
Heterocallia hongshanica är en fjärilsart som beskrevs av Eugen Wehrli 1940. Heterocallia hongshanica ingår i släktet Heterocallia och familjen mätare. Inga underarter finns listade i Catalogue of Life.